# Anca-Cristina Zevedei
ARATATITLU
Anca-Cristina Grecea (n. 27 august 1976, București) este un jurist și politician român. Ea a deținut funcția de expert parlamentar în cadrul Departamentului Legislativ din Martie 2009 până în prezent. A candidat pentru Partidul Democrat Liberal la alegerile pentru Parlamentul European în România, Iunie 2009.
De la data de 1 martie 2010 ocupă funcția de Director General al Autorității de Management pentru Programul Operațional Sectorial «Dezvoltarea Resurselor Umane» (AMPOSDRU), din cadrul Ministerul Muncii, Familiei și Protecției Sociale.

## Cariera profesională
Anca-Cristina Grecea s-a născut la data de 27 august 1976 în Municipiul București. A absolvit în anul 2002 Facultatea I.M.S.T. – Specializarea Inginerie economică din cadrul Institutului Politehnic București, obținând calificarea de inginer economist și a continuat studiile cu un master în Managementul Resurselor Umane tot în cadrul Institutului Politehnic București. În anul 2008 a absolvit Facultatea de Drept din cadrul Universității Româno-Americane, obținând calificarea de licențiat în drept.
Anca-Cristina Grecea este din anul 2002 membru al Partidului Democrat și a ocupat funcția de Președinte al Organizației de Femei PD - sector 4 din 2005-2007.
Din 2008 este secretar executiv al PD-L - sector 6 și secretar general al OT PD-L Sector 6. 
În anul 2006 este expert parlamentar la cabinetul Vicepreședintelui Senatului României, domnul senator Alexandru Pereș. În perioada iulie 2007 - martie 2009 activează la Serviciul Protocol și Pașapoarte din Senatul României. 
În martie 2009 se transferă în cadrul Comisiei Juridice, de Numiri, Disciplină, Imunități și Validări.
Din luna Mai 2009, ocupă poziția de Director Coordonator al Organismului Intermediar Regional pentru „Programul Operațional Sectorial Dezvoltarea Resurselor Umane” București-Ilfov.
Anca-Cristina Grecea vorbește fluent limba Engleză și Franceză, cunoaște însă și limba Rusă din familie.

## Specialist în probleme de securitate și apărare națională
În anul 2007 a absolvit cursurile Colegiului Național de Apărare și cursurile de master în Științe Militare și Informații – specializarea Securitate și Apărare Națională, la Universitatea Națională de Apărare Carol I.
Din anul 2007, Anca-Cristina Grecea s-a înscris la doctorat în domeniul Științe Militare și Informații în cadrul Universității Naționale de Apărare Carol I. Tema proiectului de cercetare științifică se referă la „Controlul parlamentar asupra instituțiilor din sistemul de securitate națională”.